# Новорозівка (Запорізький район)
Новоро́зівка — село в Україні, у Комишуваській селищній громаді Запорізького району Запорізької області. Населення становить 256 осіб. До 2016 року орган місцевого самоврядування — Новотроїцька сільська рада.

## Географія
Село Новорозівка розташоване за 60 км від обласного центру та за 24 км від селища Комишуваха. Найближчі села від Новорозівки: Новотроїцьке (за 2 км) та Вільнянка (за 3 км). Найближча залізнична станція Фісаки (за 24 км) у селищі Комишуваха. Селом тече пересихаючий струмок із загатами.

## Історія
7 (20) листопада 1917 року, відповідно до Третього Універсалу Української Центральної Ради, увійшло до складу Української Народної Республіки.
10 серпня 2016 року Новотроїцька сільська рада, в ході децентралізації, об'єднана з Комишуваською селищною громадою.
12 червня 2020 року, відповідно до Розпорядження Кабінету Міністрів України від № 713-р «Про визначення адміністративних центрів та затвердження територій територіальних громад Запорізької області», увійшло до складу Комишуваської селищної громади.
19 липня 2020 року, в результаті адміністративно-територіальної реформи та ліквідації Оріхівського району, село увійшло до складу Запорізького району.